# Maria Laterza
Maria Cristina Laterza (New York, 9 settembre 1989) è una cestista statunitense naturalizzata italiana.

## Statistiche

### Cronologia presenze e punti in Nazionale
| Cronologia completa delle presenze e dei punti in Nazionale - Italia | Cronologia completa delle presenze e dei punti in Nazionale - Italia | Cronologia completa delle presenze e dei punti in Nazionale - Italia | Cronologia completa delle presenze e dei punti in Nazionale - Italia | Cronologia completa delle presenze e dei punti in Nazionale - Italia | Cronologia completa delle presenze e dei punti in Nazionale - Italia | Cronologia completa delle presenze e dei punti in Nazionale - Italia | Cronologia completa delle presenze e dei punti in Nazionale - Italia |
| Data                                                                 | Città                                                                | In casa                                                              | Risultato                                                            | Ospiti                                                               | Competizione                                                         | Punti                                                                | Note                                                                 |
| -------------------------------------------------------------------- | -------------------------------------------------------------------- | -------------------------------------------------------------------- | -------------------------------------------------------------------- | -------------------------------------------------------------------- | -------------------------------------------------------------------- | -------------------------------------------------------------------- | -------------------------------------------------------------------- |
| 25/05/2012                                                           | Pomezia                                                              | Italia                                                               | 62 - 37                                                              | Bulgaria                                                             | Torneo amichevole                                                    | 0                                                                    | [ 1 ]                                                                |
| 27/05/2012                                                           | Pomezia                                                              | Italia                                                               | 56 - 58                                                              | Grecia                                                               | Torneo amichevole                                                    | 2                                                                    | [ 2 ]                                                                |
| 03/06/2012                                                           | Belgrado                                                             | Italia                                                               | 70 - 65                                                              | Israele                                                              | Torneo amichevole                                                    | 0                                                                    | [ 3 ]                                                                |
| 04/06/2012                                                           | Belgrado                                                             | Italia                                                               | 64 - 59                                                              | Romania                                                              | Torneo amichevole                                                    | 8                                                                    | [ 4 ]                                                                |
| 05/06/2012                                                           | Belgrado                                                             | Serbia                                                               | 88 - 61                                                              | Italia                                                               | Torneo amichevole                                                    | 2                                                                    | [ 5 ]                                                                |
| 14/07/2012                                                           | Vantaa                                                               | Finlandia                                                            | 62 - 82                                                              | Italia                                                               | Qual. Euro 2013 - Gruppo E                                           | 4                                                                    | [ 6 ]                                                                |
| 12/11/2012                                                           | Parma                                                                | Lavezzini Parma                                                      | 57 - 58                                                              | Italia                                                               | Amichevole                                                           | 0                                                                    | [ 7 ]                                                                |
| 10/12/2012                                                           | Orvieto                                                              | Ceprini Orvieto                                                      | 61 - 67                                                              | Italia                                                               | Amichevole                                                           | 8                                                                    | [ 8 ]                                                                |
| 8-3-2014                                                             | Rimini                                                               | Italia                                                               | 56 - 62                                                              | World Stars                                                          | Amichevole                                                           | 3                                                                    | [ 9 ]                                                                |
| 17-5-2014                                                            | Pomezia                                                              | Italia                                                               | 51 - 59                                                              | Gran Bretagna                                                        | Amichevole                                                           | 0                                                                    | [ 10 ]                                                               |
| 18-5-2014                                                            | Pomezia                                                              | Italia                                                               | 48 - 60                                                              | Gran Bretagna                                                        | Amichevole                                                           | 2                                                                    | [ 11 ]                                                               |
| 25-5-2014                                                            | Castel San Pietro Terme                                              | Italia                                                               | 82 - 72                                                              | Cina                                                                 | Amichevole                                                           | 8                                                                    | [ 12 ]                                                               |
| 26-5-2014                                                            | Castel San Pietro Terme                                              | Italia                                                               | 58 - 50                                                              | Paesi Bassi                                                          | Amichevole                                                           | 2                                                                    | [ 13 ]                                                               |
| 31-5-2014                                                            | Louvain-la-Neuve                                                     | Belgio                                                               | 76 - 51                                                              | Italia                                                               | Torneo amichevole                                                    | 4                                                                    | [ 14 ]                                                               |
| 1-6-2014                                                             | Louvain-la-Neuve                                                     | Paesi Bassi                                                          | 57 - 55                                                              | Italia                                                               | Torneo amichevole                                                    | 3                                                                    | [ 15 ]                                                               |
| 8-6-2014                                                             | Lucca                                                                | Italia                                                               | 66 - 58                                                              | Estonia                                                              | Qual. Euro 2015 - Girone C                                           | 0                                                                    | [ 16 ]                                                               |
| 12-6-2014                                                            | Coimbra                                                              | Portogallo                                                           | 54 - 52                                                              | Italia                                                               | Qual. Euro 2015 - Girone C                                           | 0                                                                    | [ 17 ]                                                               |
| 15-6-2014                                                            | Riga                                                                 | Lettonia                                                             | 70 - 59                                                              | Italia                                                               | Qual. Euro 2015 - Girone C                                           | 0                                                                    | [ 18 ]                                                               |
| 18-6-2014                                                            | Riga                                                                 | Estonia                                                              | 45 - 52                                                              | Italia                                                               | Qual. Euro 2015 - Girone C                                           | 6                                                                    | [ 19 ]                                                               |
| 22-6-2014                                                            | Ragusa                                                               | Italia                                                               | 65 - 52                                                              | Portogallo                                                           | Qual. Euro 2015 - Girone C                                           | 3                                                                    | [ 20 ]                                                               |
| 25-6-2014                                                            | Ragusa                                                               | Italia                                                               | 83 - 68                                                              | Lettonia                                                             | Qual. Euro 2015 - Girone C                                           | 0                                                                    | [ 21 ]                                                               |
| 28-12-2014                                                           | Schio                                                                | Italia                                                               | 61 - 59                                                              | Russia                                                               | Torneo amichevole                                                    | 2                                                                    | [ 22 ]                                                               |
| Totale                                                               |                                                                      | Presenze                                                             | 22                                                                   |                                                                      | Punti                                                                | 57                                                                   |                                                                      |

## Palmarès
- Campionato italiano di Serie A2: 1
Virtus Spezia: 2012-13